# مايكل بلودجيت
مايكل بلودجيت (بالإنجليزية: Michael Blodgett)‏ مواليد 26 سبتمبر 1939 في منيابولس - الوفاة 14 نوفمبر 2007 في لوس أنجلوس، هو ممثل وكاتب سيناريو أمريكي بدأ مسيرته الفنية سنة 1963. امتدت مسيرته الفنية لأكثر من 25 عاما.

## الأعمال

### مسلسلات
- بونانزا (1967) (بدور: بيلي سلاتر)
- أيرون سايد (1971) (بدور: ماثيو روبرتس)

## روابط خارجية
- مايكل بلودجيت على موقع IMDb (الإنجليزية)
- مايكل بلودجيت على موقع ألو سيني (الفرنسية)
- مايكل بلودجيت على موقع أول موفي (الإنجليزية)
- مايكل بلودجيت على موقع قاعدة بيانات الأفلام السويدية (السويدية)
- مايكل بلودجيت على موقع قاعدة بيانات الفيلم (الإنجليزية)
- مايكل بلودجيت على موقع كينوبويسك (الروسية)